# タキメーター
タキメーター(tachymeter)は、針式の計時装置（ストップウオッチ）に装備された一種の計算尺である。例えば時速などを針の位置から直読できるようにしている。

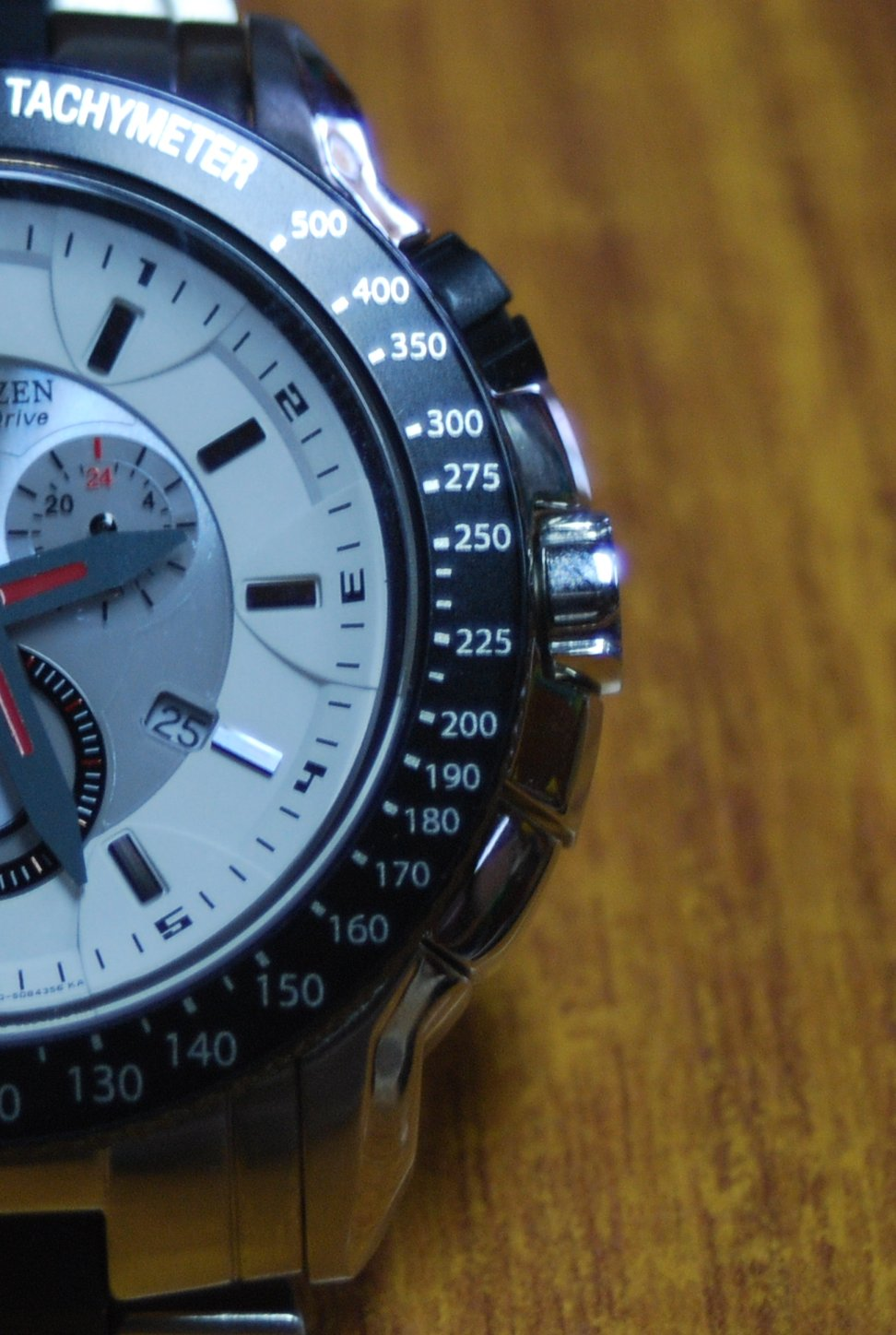
シチズン製の腕時計のベゼルに書かれたタキメーターの目盛り

## 時計におけるタキメーター
アナログ時計の文字盤の外に、数字や目盛りが記されているものがある。これが時計におけるタキメーターである。
1単位の距離の移動（1単位の仕事）にかかる時間（秒数）を計測することで、1時間に何単位の距離の移動ができる（何単位の仕事がされる）かを簡単に知ることができる。
タキメーターに記されている数字は、60秒の位置には60、30秒の位置には120といったように、1時間の秒数である3600を各秒で割った値となっている。タキメーターの数字を読むことで、計算する手間が省けているのである。

### 時速の測り方
時計のストップウオッチ機能を利用する。秒針を0秒の位置にリセット（帰零）した後、秒針を始動させる。そして、単位距離（例えば1kmや1マイル）を走行した時点で秒針を止める。秒針が指しているタキメーター用の目盛りを読めば、秒針を始動させてから止めるまでの平均時速が分かる。例えば30秒は120単位距離毎時に、60秒は60単位距離毎時に相当する。多くの場合、タキメーター用の目盛りは秒針1周分しかないので、測定できる範囲は、60 - 500 単位距離毎時程度である。
同様の原理で、大量生産の工場などで一時間あたりの生産個数を測定することもできるため、特にタキプロダクトメーターと呼ばれることもある。
また、ナースウォッチと呼ばれる時計の中には、規定の拍数に達するまでの秒数からおよその心拍数を測定できる簡易脈拍計がついているものがある。